# Christian Wolff (compositor)
Christian G. Wolff (Niza, 8 de marzo de 1934) es un compositor estadounidense de música clásica experimental .

## Biografía
Wolff nació en Niza, Francia. Sus padres fueron los editores literarios alemanes Helen y Kurt Wolff, que habían publicado obras de Franz Kafka, Robert Musil y Walter Benjamin. Después de mudarse a los Estados Unidos en 1941, ayudaron a fundar Pantheon Books con otros intelectuales europeos que habían huido de Europa durante el auge del fascismo. Los Wolff publicaron una serie de traducciones al inglés notables de la literatura europea, en su mayoría; así como una edición del I Ching que llegó a impresionar mucho a John Cage después de que Wolff le hubiera dado una copia.
Wolff se convirtió en ciudadano estadounidense en 1946. Cuando tenía dieciséis años (en 1950), su profesora de piano Grete Sultan lo envió a recibir lecciones de composición con el compositor de música contemporánea John Cage. Wolff pronto se convirtió en un estrecho colaborador de Cage y parte de su círculo artístico, que formaba parte de la Escuela de Nueva York e incluía a los compositores Earle Brown y Morton Feldman, así como al pianista David Tudor y el bailarín y coreógrafo Merce Cunningham. Cage relató varias anécdotas sobre Wolff en sus piezas de un minuto Indeterminacy.
Casi completamente autodidacta como compositor, Wolff estudió música con Sultan y Cage. Posteriormente, Wolff estudió a los clásicos en la Universidad de Harvard (licenciatura y PhD) y se convirtió en un experto en Eurípides. Wolff dio clases en la Universidad de Harvard hasta 1970; a partir de entonces enseñó a los clásicos, literatura comparada y música en Dartmouth College. Después de nueve años, se convirtió en profesor Strauss de música allí. Se retiró de la docencia en Dartmouth en 1999. En 2004, recibió un título honorífico del Instituto de Artes de California. También fue galardonado con el Premio John Cage de la Fundación para las Artes Contemporáneas en 1996.
Wolff está casado y tiene cuatro hijos.

## Música
El trabajo de composición inicial de Wolff incluyó al silencio y se basó inicialmente en un esquema rítmico complicado, y más tarde en un sistema de señales auditivas. Innovó métodos de notación únicos en sus primeras partituras y encontró formas creativas de lidiar con la improvisación en su música. Durante la década de 1960 desarrolló asociaciones con los compositores Frederic Rzewski y Cornelius Cardew, quienes se animaron mutuamente en sus respectivas exploraciones de técnicas de composición experimental e improvisación musical; y luego, desde principios de la década de 1970, en sus intentos de involucrarse con asuntos políticos en su música. Para Wolff, esto a menudo implicaba el uso de música y textos asociados con movimientos políticos y de protesta como los Wobblies. Sus piezas posteriores, como la secuencia de piezas Exercises (1973–), ofrecen cierta libertad a los intérpretes. Algunas obras, como Changing the System (1973), Braverman Music (1978, basada en Harry Braverman), y la serie de piezas Peace March (1983–2005) tienen una dimensión política explícita, ya que responden a los acontecimientos del mundo contemporáneo y expresan ideales políticos.
Wolff colaboró con Merce Cunningham durante muchos años y desarrolló un estilo que es más común ahora, pero que fue revolucionario cuando comenzaron a trabajar juntos en la década de 1950: un estilo en el que la música y la danza ocurren simultáneamente, pero algo independientes entre sí. Wolff declaró, de cualquier influencia o afecto, la mayor influencia en su música a lo largo de los años fue la coreografía de Cunningham. Wolff dijo recientemente de su trabajo que está motivado por su deseo "de convertir la creación de música en una actividad colaborativa y transformadora (intérprete en compositor en oyente en compositor en intérprete, etc.), el carácter cooperativo de la actividad como la fuente exacta de la música. Estimular, a través de la producción de la música, un sentido de las condiciones sociales en las que vivimos y de cómo podrían cambiarse".
La música de Wolff llegó a una nueva audiencia con SYR4: Goodbye 20th Century de Sonic Youth, en el que presentan obras de compositores clásicos de vanguardia como John Cage, Yoko Ono, Steve Reich y Christian Wolff interpretados junto con varios colaboradores de la escena musical de vanguardia de la actualidad, como Christian Marclay, William Winant, Wharton Tiers, Takehisa Kosugi y otros, así como el propio Wolff.

## Obras principales
- Duo For Violins (1950)
- For Prepared Piano (1951)
- Duo for Pianists I (1957)
- For Piano With Preparations (1957)
- For Pianist (1959)
- Summer (para cuarteto de cuerdas) (1961)
- For 1, 2, or 3 People (1964)
- Edges (1968)
- Pairs (1968)
- Prose Collection (1968–71)
- Tilbury 1, 2, and 3 (for piano) (1969)
- Snowdrop (para trombón, violín, y piano) (1970)
- Burdocks (1970–71)
- Exercises (1973- )
- Wobbly Music (1975–76)
- I Like to Think of Harriet Tubman (1985)
- Piano Trio (Greenham-Seneca-Camiso) (1985) Greenham Common Women's Peace Camp The Seneca Women's Encampment for a Future of Peace and Justice
- Piano Miscellany (1988)
- Percussionist Songs (1994–95)
- Spring (para orquesta de cámara) (1995)
- Berlin Exercises (2000)
- Ordinary Matter (2001–04)
- John Heartfield (Peace March 10) (2002)
- Microexercises (2006)
- Winter Exercise (2013)
- Trio IX – Accanto (2017)
- Resistance (2017)
- Mountain Messengers (2020)